# John Neilson Robertson
John Neilson Robertson (anglès: John Robertson)  (Uddingston, 20 de gener de 1953) és un exfutbolista escocès de la dècada de 1970 i entrenador.
Pel que fa a clubs, defensà els colors de l'Nottingham Forest durant tota la seva carrera, excepte una breu estada al Derby County.
Fou internacional amb la selecció de futbol d'Escòcia amb la qual participà a la Copa del Món de futbol de 1982 i a la Copa del Món de futbol de 1978.